# Stuurmansmaat

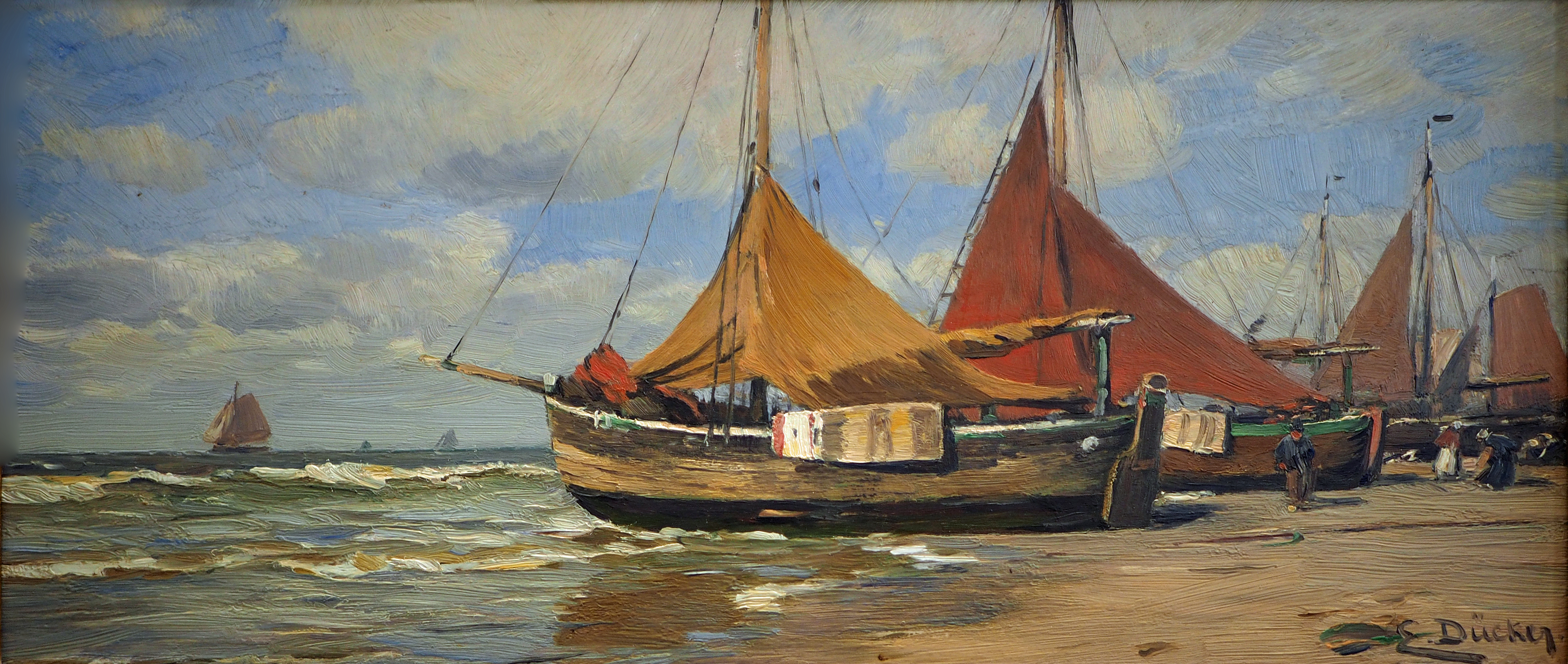
Bomschuiten op het strand, door Eugen Dücker

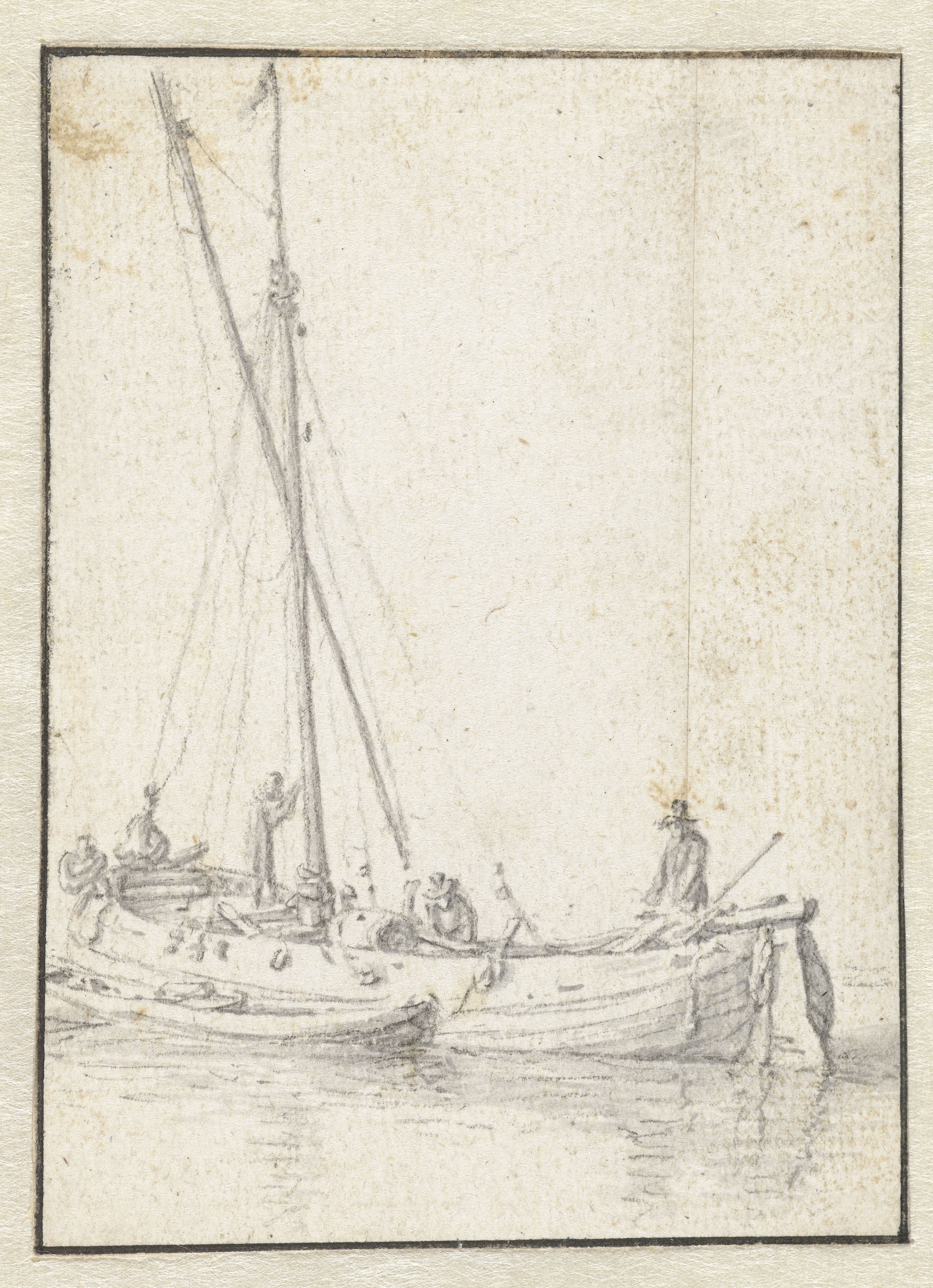
Platbodem met een stuurmansmaat aan het roer, door Herman Saftleven

Een stuurmansmaat vervulde aan boord van een toenmalig gangbaar vissersvaartuig van de Hollandse kustdorpen - de zogeheten bomschuit - de functie van dat bemanningslid dat op andere schepen werd aangeduid als een stuurman. 

## Geen schipper
De benaming stuurmansmaat was goeddeels gelegen in het feit dat de kustdorpen op hun bomschuiten niet, zoals bij andere vissersschepen, de gezaghebbende rang kenden van schipper. Een dergelijk iemand werd, toch gezagvoerder zijnde, in de kustdorpen als 'stuurman' aangemerkt en als zodanig ook aangesproken. Diens tweede man, die zo nodig evenzeer kon gelden als zijn vervanger aan boord van het schip, werd voorzien van de kwalificatie 'stuurmansmaat', maat van de stuurman, oftewel stuurmansmatroos.

## Praktijk als leerschool
Beroepsopleidingen waren er in die jaren nog niet dus zowel een stuurman, hier dus de eerste man op de bomschuit, als zijn tweede man, klommen vanuit het niets op en dit dan primair op grond van hun capaciteiten. Zowel een stuurman als zijn 'maat' werden hoger beloond dan de overige bemanningsleden.

## Uitzondering
Daarnaast blijkt dat bij bemanningen van vissersschepen die de beugvisserij beoefenden wél een schipper aan het hoofd stond van die bemanningen maar dat - waar dat wel logisch zou zijn - daaropvolgend geen stuurman maar een stuurmansmaat werd aangetroffen.  